# Re-Education (Through Labor)
"Re-Education (Through Labor)" é uma canção escrita por Rise Against e Tim McIlrath, lançada pela banda norte-americana Rise Against.
É o primeiro single do quinto álbum de estúdio Appeal to Reason.

## Desempenho nas paradas musicais
| Parada musical (2008)                       | Posição |
| ------------------------------------------- | ------- |
| Canadá - Hot Canadian Digital Singles       | 56      |
| Estados Unidos - Hot Mainstream Rock Tracks | 22      |
| Estados Unidos - Alternative Songs          | 3       |